# 汤陵街道
汤陵街道，是中华人民共和国安徽省亳州市谯城区下辖的一个乡镇级行政单位。

## 行政区划
汤陵街道下辖以下地区：
望汤阁社区、灵津渡社区、风华社区、丰水源社区、江宁社区、汤陵社区、和谐佳苑社区、汤东村、外环村、五里村和刘营村。